# Christopher Drexler
Christopher Drexler, avstrijski politik; * 25. marec 1971, Gradec.  
Je član Avstrijske ljudske stranke (ÖVP) in od 4. julija 2022 deželni glavar Štajerske.